# Halectinosoma gothiceps
Halectinosoma gothiceps är en kräftdjursart som först beskrevs av Giesbrecht 1881.  Halectinosoma gothiceps ingår i släktet Halectinosoma och familjen Ectinosomatidae. Arten är reproducerande i Sverige. Inga underarter finns listade i Catalogue of Life.